# 立正大学博物館
立正大学博物館（りっしょうだいがくはくぶつかん）は、埼玉県熊谷市にある博物館（博物館相当施設）。2002年に立正大学により設置された、歴史・芸術・民俗・産業・自然誌に関する学術的資料を収集、保管、公開し、これらの調査研究を行う大学付置博物館（ユニバーシティー・ミュージアム）である。

## 概要
立正大学博物館は、立正大学創立以来、学内の各所に分散所蔵されていた諸資（史）料を一括保管し、公開することを目的に、大学創立130周年記念事業として2002年（平成14年）に同大学熊谷キャンパスに開館した総合博物館である。その淵源は、1932年（昭和7年）に大崎キャンパス（現・品川キャンパス）に設置された考古学標本室（後の考古学資料室）と、1978年（昭和53年）に熊谷キャンパスに設置された考古学陳列室にある。2004年（平成16年）3月には埼玉県より「博物館相当施設」として認可を受けた。

## 展示

### 常設展示
- 考古学研究室発掘資料

立正大学文学部考古学研究室が、発掘調査によって蒐集した資料。特に注目されるのが1958年から1980年にかけて文部省（現文部科学省）・科学研究費の交付を受けて実施した「古代窯業の考古学的研究」によって発掘された資料である。
- 撫石庵コレクション

眞鍋孝志（日本古鐘研究会会長）寄贈の梵音具・仏像等のコレクション。日本をはじめとし、朝鮮半島・中国・タイ・ヴェトナム・ミャンマー・スリランカなどのアジア各地の鐘・鐸が展示されている。
- 熊谷校地内遺跡出土資料

熊谷校地内における施設の建築などに際して、文化財保護法によって定められた遺跡の発掘調査の結果、出土した貴重な資料等が展示されている。
- 吉田格コレクション

吉田格（立正大学専門部地歴科（1941年卒）・1920-2006）寄贈の旧石器・縄文時代の資料コレクション。
- ネパールティラウラコット遺跡出土資料
- サハリン（樺太）出土資料

## 開館情報

### 開館日
- 月・水・木・金・土曜日
- 原則として、大学の休校期間は閉館。

#### 開館時間
- 10:00 - 16:00

### 入館料
- 無料